# Saison 2 d'Everwood
Chronologie
Saison 1 Saison 3
Cet article présente les épisodes de la première saison de la série télévisée américaine Everwood.

## Distribution

### Acteurs principaux
- Treat Williams (VF : Patrick Béthune) : Dr Andrew « Andy » Brown
- Gregory Smith (VF : François Creton) : Ephram Brown
- Emily VanCamp (VF : Chantal Macé puis Alexandra Garijo) : Amy Abbott
- Debra Mooney (VF : Isabelle Leprince) : Edna Abbott Harper
- John Beasley (VF : Saïd Amadis) : Irv Harper
- Vivien Cardone (en) (VF : Lucile Boulanger) : Delia Brown
- Chris Pratt (VF : Charles Pestel) : Brighton « Bright » Abbott
- Stephanie Niznik (VF : Juliette Degenne) : Nina Feeny
- Tom Amandes (VF : Pascal Germain) : Dr Harold Abbott
- Merrilyn Gann (VF : Coco Noël) : Rose Abbott

### Acteurs récurrents et invités
- Mike Erwin (VF : Maël Davan-Soulas) : Colin Hart (épisodes 1, 5 et 16)
- Ben Weber (en) (VF : Fabien Jacquelin) : Chris Beals (épisodes 2, 7, 12 et 16)
- Marcia Cross (VF : Blanche Ravalec) : Dr Linda Abbott (épisodes 3 à 20)
- Sarah Lancaster (VF : Véronique Desmadryl) : Madison Kellner (épisodes 4 à 22)
- Tim DeKay (VF : Régis Reuilhac) : Révérend Keyes (épisode 6)
- Kirsten Nelson : Ellie Beals (épisode 7)
- Paul Wesley (VF : Frédéric Popovic) : Tommy Callahan (épisodes 9 à 17)

## Épisodes

### Épisode 1:La Fin de l'été
- Merrilyn Gann (Rose Abbott)
- Mike Erwin (Colin Hart)
- Lee Garlington (Brenda Baxworth)
- Nancy Everhard (Sharon Hart)
- Michael Flynn (James Hart)
- Robert Peters (Marty Maxwell)
- Ryan Armstrong (Sam Feeney)

### Épisode 2:Extraordinaire
- Merrilyn Gann (Rose Abbott)
- Kristen Bell (Stacy Wilson)
- Ben Weber (Chris Beals)
- Cheryl White (Mrs. Wilson)
- Erick Avari (James Gellar)

### Épisode 3:Faire partie de la famille
- Marcia Cross (Dr Linda Abbott)
- Reiley McClendon (Travis)
- Patrick Stogner (Jeune Harold Abbott)
- Claudia Christian (Jeune Edna Abbott)
- Brooke Radding (Jeune Linda Abbott)
- Merrilyn Gann (Rose Abbott)

### Épisode 4:Médecines orientales
- Sarah Lancaster (Madison Kellner)
- Marcia Cross (Linda Abbott)
- Michael Flynn (James Hart)
- Nancy Everhard (Sharon Hart)
- Richard Blake (Rick Walzack)
- Merrilyn Gann (Rose Abbott)

### Épisode 5:Les Pères et leurs filles
- Sarah Lancaster (Madison Kellner)
- Marcia Cross (Linda Abbott)
- Merrilyn Gann (Rose Abbott)
- Tamara Taylor (Dr Lence)
- Mike Erwin (Colin Hart)

### Épisode 6:Confiance aveugle
- Sarah Lancaster (Madison Kellner)
- Marcia Cross (Linda Abbott)
- Merrilyn Gann (Rose Abbott)
- Tim DeKay (Rev. Tom Keyes)
- Elisa Taylor (Catherine)

### Épisode 7:Coup de grisou
- Marcia Cross (Linda Abbott)
- Merrilyn Gann (Rose Abbott)
- James Earl Jones (Will Cleveland)
- Beau Bridges (Daniel Sullivan)
- Kirsten Nelson (Ellie Beals)
- Ben Weber (Chris Beals)

### Épisode 8:La Vérité, à quel prix?
- Marcia Cross (Linda Abbott)
- Sarah Lancaster (Madison Kellner)
- J.K. Simmons (Phil Drebbles)
- Merrilyn Gann (Rose Abbott)
- Charlie Weber (Jay)
- Dendrie Taylor (Mrs. Thomson)

### Épisode 9:Amour et karaoké
- Marcia Cross (Linda Abbott)
- Sarah Lancaster (Madison Kellner)
- Paul Wesley (Tommy Callahan) (sous le nom Paul Wasilewski)
- Eyal Podell (Justin)
- Brittany Clark (Kirsten)

### Épisode 10:Tristes fêtes
- Marcia Cross (Linda Abbott)
- Sarah Lancaster (Madison Kellner)
- Evan Saucedo (Charlie Grey Cloud)
- Merrilyn Gann (Rose Abbott)
- Betty White (Carol Roberts)
- Paul Wesley (Tommy Callahan)
- Adam Beach (Mr. Grey Cloud)
- Richard Herd (Herb Roberts)

### Épisode 11:Familles, je vous hais
- Marcia Cross (Linda Abbott)
- Sarah Lancaster (Madison Kellner)
- Merrilyn Gann (Rose Abbott)
- Paul Wesley (Tommy Callahan)
- Kellie Waymire (Helen McGinns)
- Tegan West (Jerry McGinns)
- Derek Webster (agent du FBI)

### Épisode 12:Dérapages non contrôlés
- Marcia Cross (Linda Abbott)
- Sarah Lancaster (Madison Kellner)
- Paul Wesley (Tommy Callahan)
- Ben Weber (Chris Beals)
- Douglas Smith (Gavin Curtis)
- Gary Basaraba (Mr. Curtis)
- Joan McMurtrey (Mrs. Curtis)

### Épisode 13:Pense à moi
- Marcia Cross (Linda Abbott)
- Sarah Lancaster (Madison Kellner)
- Paul Wesley (Tommy Callahan)
- Philipp Karner (Josh Walker)
- Charlie Weber (Jay)
- Ryan Armstrong (Sam Feeney)

### Épisode 14:Première fois
- Marcia Cross (Linda Abbott)
- Sarah Lancaster (Madison Kellner)
- Paul Wesley (Tommy Callahan)
- Elisabeth Lund (Carrie)

### Épisode 15:Amour toujours?
- Marcia Cross (Linda Abbott)
- Sarah Lancaster (Madison Kellner)
- James Earl Jones (Will Cleveland)
- Paul Wesley (Tommy Callahan)
- Charlie Weber (Jay)

### Épisode 16:Paradis artificiels
- Marcia Cross (Linda Abbott)
- Sarah Lancaster (Madison Kellner)
- Mike Erwin (Colin Hart)
- Kelly Carlson (Ada)
- Paul Wesley (Tommy Callahan)
- Charlie Weber (Jay)

### Épisode 17:Une pilule dure à avaler
- Marcia Cross (Linda Abbott)
- Sarah Lancaster (Madison Kellner)
- Mike Erwin (Colin Hart)
- Dylan Walsh (Carl)
- Paul Wesley (Tommy Callahan)
- Lisa Waltz (Diane Schumacher)
- Tom Wright (L'avocat de Carl)
- Erinn Carter (Mindy)

### Épisode 18:Un dernier regard
- Marcia Cross (Linda Abbott)
- Sarah Lancaster (Madison Kellner)
- Merrilyn Gann (Rose Abbott)
- Nancy Everhard (Sharon Hart)

### Épisode 19:Un secret mal gardé
- Marcia Cross (Linda Abbott)
- Jan Felt (Louise)
- Brooks Bedore (Arnie)
- Whitney Lee (Brittany)

### Épisode 20:La Dernière Chance
- Marcia Cross (Linda Abbott)
- Jan Felt (Louise)
- Philip Baker Hall (Dr Donald Douglas)
- Merrilyn Gann (Rose Abbott)

### Épisode 21:L'Avenir nous appartient
- Philip Baker Hall	(Dr Donald Douglas)
- Merrilyn Gann (Rose Abbott)
- Clyde Kusatsu (Edward Ogawa)
- Richard Herd (Herb Roberts)
- Betty White (Carol Roberts)

### Épisode 22:Demain est un autre jour
- Merrilyn Gann (Rose Abbott)
- Sarah Lancaster (Madison Kellner)